# Jordbävningar i Japan
Jordbävningar i Japan har en lång seismisk historia. Landet ligger i ett område med hög seismisk aktivitet på grund av att det ligger nära gränserna för några större tektoniska plattor.

## Geologisk bakgrund

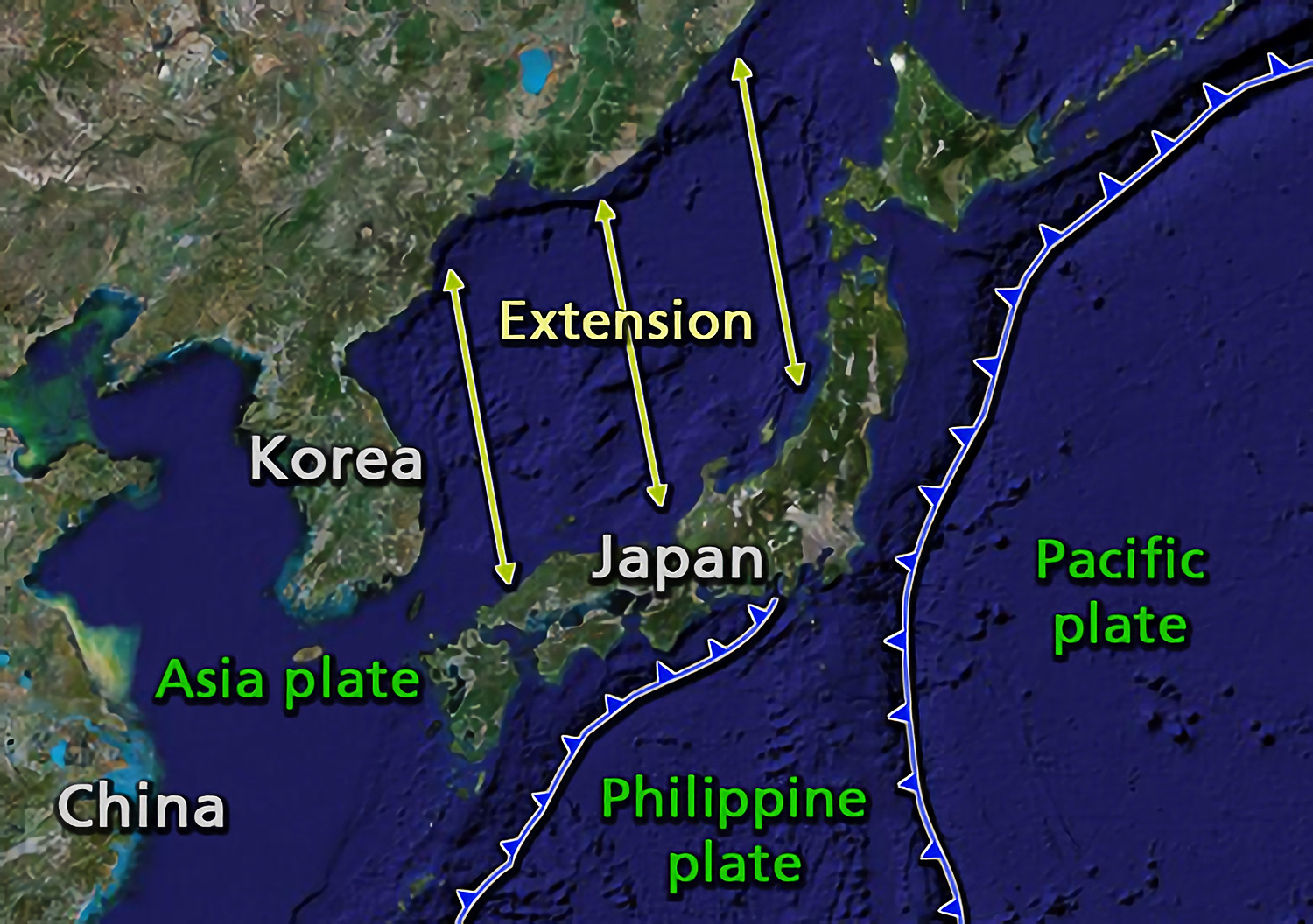
Den japanska arkipelagen avskildes från Asiens fastland genom back-arc spreading

Japans öar är främst ett resultat av flera stora rörelser i oceanerna som ägt rum under flera hundra miljoner år under perioden mellan-Silur till Pleistocen och som ett resultat av subduktion av Filippinska plattan under de kontinentala Amurplattan och Okinawaplattan i söder, och subduktionen av Stillahavsplattan under Ochotska plattan i norr. 
Japan hängde ursprungligen ihop med den östra kusten av Eurasiska kontinentalplattan. De nedåtgående plattrörelserna, under Eurasiaplattan, förde Japan österut och öppnade Japanska havet för 15 miljoner år sedan. Tatarsundet och Koreasundet öppnades mycket senare. Idag anses den Japanska arkipelagen som en mogen öbåge och är resultatet av flera generationer av subduktion. Ungefär 15,000 km av oceanens botten har passerat Japanområdet under de senaste 450 miljoner åren, till största delen i fullständig subduktion.
Japan ligger i en vulkanisk zon i Eldringen i Stilla havet. Ofta förekommande lågintensiva jordvibrationer och tillfällig vulkanisk aktivitet känns på öarna. Förstörande jordbävningar, ofta resulterande i tsunamis, inträffar flera gånger på ett århundrade.